# (3770) Низами
(3770) Низами (лат. Nizami) — типичный астероид главного пояса, открыт 24 августа 1974 года советским астрономом Людмилой Черных в Крымской астрофизической обсерватории и 27 июня 1991 года назван в честь классика персидской поэзии Низами Гянджеви.

## Обнаружение и именование
(3770) Низами
Открыт 24 августа 1974 года в Научном Л. И. Черных.
Назван в память о выдающемся азербайджанском поэте и мыслителе Низами Гянджеви Абу Мухаммеде Ильясе ибн Юсуфе (1141—1209), чья поэзия оказала большое влияние на развитие литературы на Ближнем Востоке.
Оригинальный текст (англ.)3770 Nizami
Discovered 1974-08-24 by Chernykh, L. at Nauchnyj.
Named in memory of the distinguished Azerbaijani poet and thinker Nizami Ghiandjevi Abu Mukhammed Il'yas ibn Yusub (1141—1209), whose poetry had an major influence on the development of literature in the Middle East.
Источники: DISCOVERY.DB; M.P.C. 18454.

## Орбита

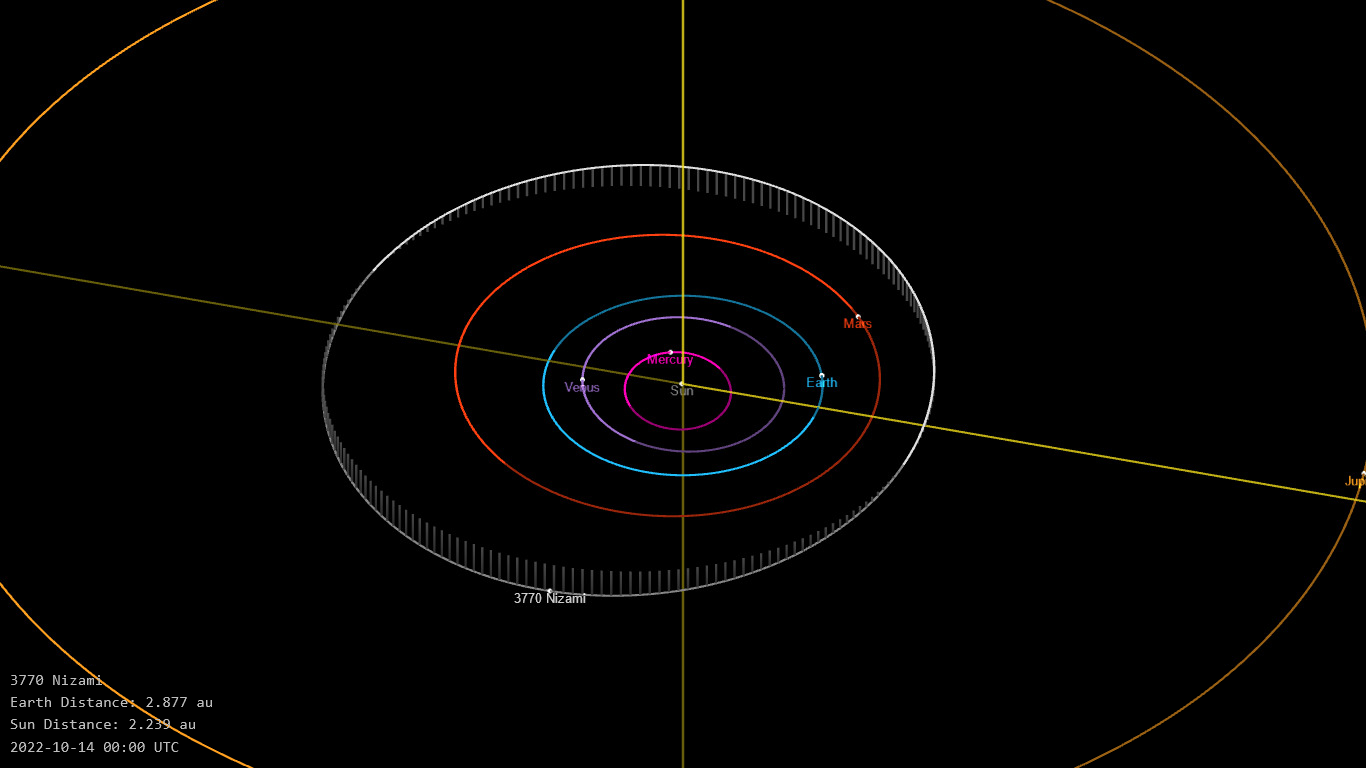
Орбита астероида Низами и его положение в Солнечной системе

## Физические характеристики
Астероид относится к таксономическому классу S.
По результатам наблюдений в видимом и ближнем инфракрасном диапазоне космического телескопа NEOWISE диаметр астероида оценивался равным 3,380±0,070 км. Согласно тому же источнику альбедо оценивается как 0,323±0,059.